# Ted Watts
(en) Statistiques sur pro-football-reference
Ted W. Watts, né le 29 mai 1958 à Tarpon Springs, est un joueur américain de football américain.

## Biographie

### Enfance
Watts étudie à la Tarpon Springs High School avant de s'engager en 1977 avec le Coffeyville Community College, se retrouvant sous les ordres de Dick Forster,. Il évolue une saison comme defensive back avant d'être transféré à l'université Texas Tech. 

### Carrière

#### Université
De 1978 à 1980, il joue parmi les défenseurs des Red Raiders, glanant deux sélections dans l'équipe de la saison de la Southwest Conference. Sur ces deux dernières saisons, il réalise 149 tacles et dix-neuf passes repoussées. En 1980, Watts reçoit le titre d'All-American. Le défenseur est nommé dans le temple de la renommée de la faculté en 2016.

#### Professionnel
Ted Watts est sélectionné au premier tour de la draft 1981 de la NFL par les Raiders d'Oakland au vingt-et-unième choix. Utilisé comme punt returner sur son année de rookie, il inscrit un touchdown avant de devenir cornerback titulaire pendant deux saisons et de remporter le Super Bowl XVIII. Il dispute cinquante-sept matchs de saison régulière en quatre ans et intercepte quatre passes. 
En 1985, il est échangé aux Giants de New York contre un choix du quatrième tour de la draft 1986, utilisé par les Raiders sur Vance Mueller. Après seize matchs dont trois comme titulaire, il passe une année sans jouer avant de rejoindre les Chargers de San Diego et de disputer une rencontre en 1987. 